# Еолові процеси

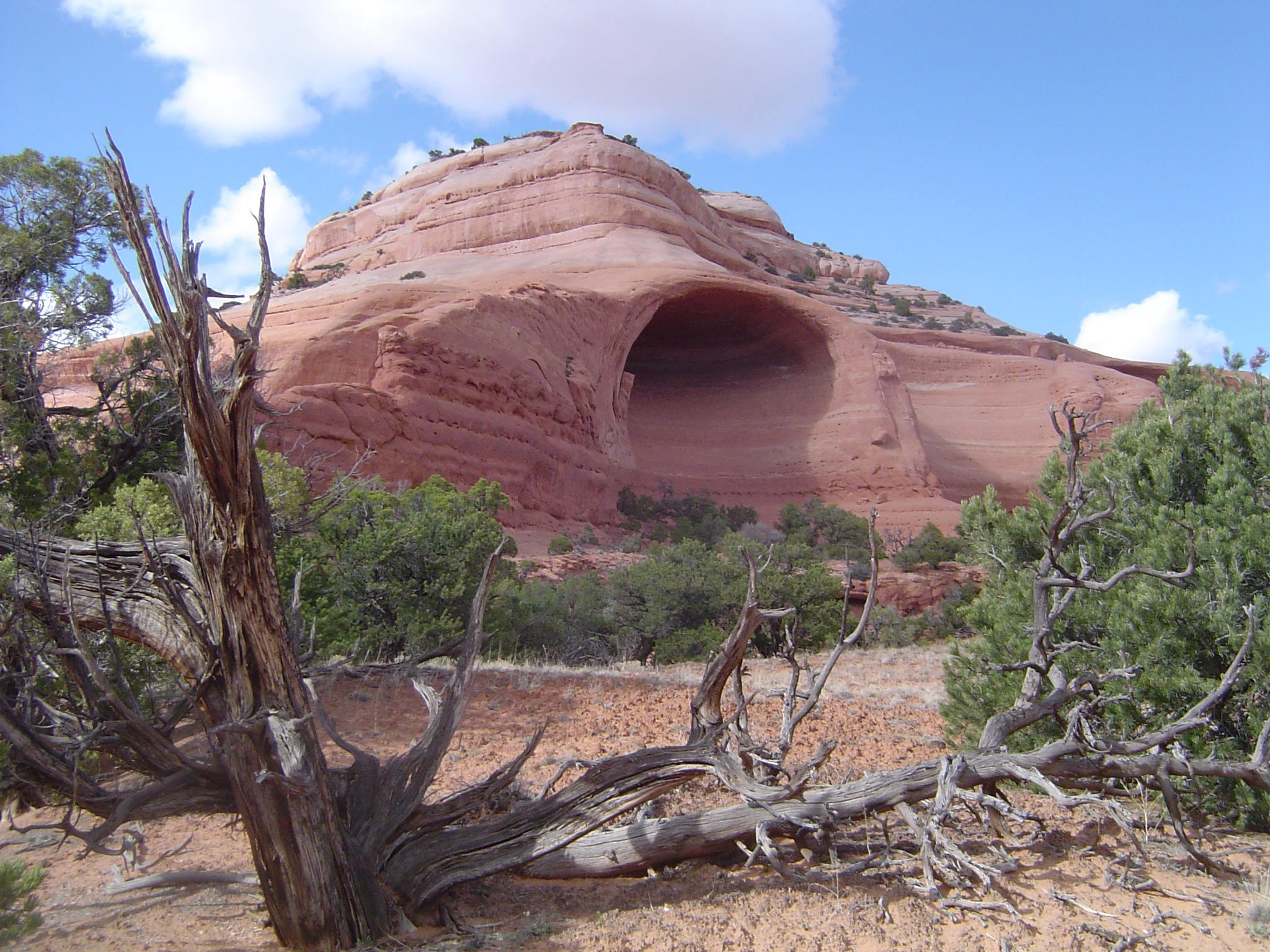
Виточений вітром грот, Юта.

Еолові процеси (від імені девньогрецького героя Еола) — геологічні процеси, викликані активністю вітру. Вітер здатний викликати ерозію, переносити та відкладати гірські породи (так звані еолові відклади). Еолові процеси найактивніші у районах з незначною рослинністю та великою кількістю погано зв'язаних осадових порід. Хоча вода зазвичай здійснює ерозію та транспорт порід ефективніше, у районах з посушливим кліматом еолові процеси мають переважне значення.